# Mulheres na tipografia

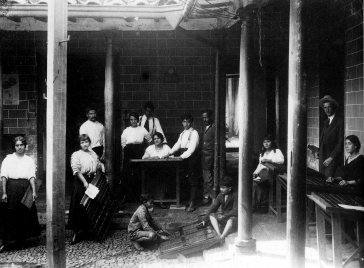
Tipografia Industrial (Fotografia de Benjamín de la Calle, Centro de Memória Visual, FAES)

Mulheres na tipografia são mulheres que trabalham com desenvolvimento e impressão de tipos e materiais gráficos, como livros, cartazes e revistas. Elas ocupam cargos nesse mercado desde antes da criação da prensa de tipos móveis por Johannes Gutenberg, no século XV. No entanto, houve um apagamento sobre a participação delas na história da impressão de tipos e livros e não há, até o final do século XIX, menções sobre mulheres no campo da tipografia e impressão.
Embora presente em jornais e gráficas, a figura da mulher na indústria tipográfica não era bem vista, principalmente a partir de 1853, quando começaram a ser contratadas para furar greves de homens tipógrafos. Com o passar dos anos, a evolução da tecnologia e o aumento de mulheres no mercado de trabalho, o papel da mulher na tipografia continuou ignorado. Elas eram contratas por empresas e corporações tipográficas, como a Monotype Corporation, para adequar tipografias criadas por designers (homens) às regras de impressão nos escritórios de desenho de tipo, no entanto não havia investimento em treinamentos de mulheres e estas não eram estimuladas a manter seus empregos, pois logo se casariam e iriam embora. Todavia o trabalho dessas mulheres colaborou na formação de diversas tipografias.
Essa invisibilidade, que percorreu o século XX, se desdobrou na falta de representatividade para mulheres nessa área, e mesmo com o avanço da tecnologia, o trabalho tipográfico, que antes era considerado árduo e no século XXI assume parâmetros do meio digital, continuou atrelado aos homens, apenas mudando seu adjetivo de pesado para tecnológico. Nos últimos anos diversas designers têm perguntado onde estavam/estão as mulheres no design de tipografia e uma onda de estudos, publicações acadêmicas e sites estão sendo realizados para elucidar tal questionamento.

## Contexto Histórico
A prensa de tipos móveis, aperfeiçoada e popularizada por Johannes Gutenberg no século XV, deu início à Revolução da Imprensa possibilitando a confecção de livros e cartazes por um processo mais rápido do que os antes utilizados, como manuscritos, xilogravura e litografia. Essa inovação de Gutenberg permitia que o tipo móvel (bloco de chumbo fundido com a forma das letras) fosse ajustado, e assim as tipografias criadas nesses blocos poderiam ser impressas em milhares de cópias. Com essas evoluções vieram novos postos de trabalho e a criação de profissões como o tipógrafo e o impressor.
No entanto, ao percorrer a história da tipografia e impressão, nota-se que as mulheres que trabalhavam nessa área raramente eram citadas, a começar pelas freiras do convento San Jacopo di Ripoli. O primeiro documento que comprova a contratação de mulheres no campo da impressão vem de um manuscrito encontrado neste convento e publicado somente em 1999.
Nesse contexto, as habilidades de impressão eram adquiridas por meio do trabalho pesado e estágio de aprendizagem. Porém, a construção patriarcal do papel da mulher, pautada em uma construção social machista, não permitia que as mulheres adotassem tais atividades e realizassem as práticas desta profissão. E mesmo depois que as mulheres tiveram acesso à educação técnica formal, a sua entrada não foi facilitada no setor de tipografia e impressão porque este era considerado um meio “mecânico, sujo, fisicamente extenuante e, portanto, 'não adequado'" para uma mulher.
Temas relacionados às discussões sobre machismo e patriarcado são necessários para uma análise feminista do papel das mulheres no design. Há diferenças nos papéis que supostamente são desempenhados por homens e mulheres em um contexto capitalista e patriarcal. Enquanto os homens devem realizar funções “masculinas” e ligadas ao industrial, mulheres são vistas como delicadas e femininas, relacionadas à natureza e atividades menos pesadas. Em uma análise sobre o campo de design, historiadores da área perpetuaram essas suposições sobre gêneros e habilidades específicas e falharam ao não apontar o patriarcado como parte dessa equação. Com isso, a participação de mulheres no design, especificamente em atividades como impressão de tipos, não é representada o suficiente em livros de história do design.

## Marcos históricos

### Sindicatos
Em 1899, o Sindicato das Mulheres Tipógrafas é inaugurado na França. Uma das lideranças era a jornalista e sufragista francesa Marguerite Durand (1864-1936), fundadora do jornal feminista La Fronde (1897). Apesar dos esforços das mulheres para reconhecimento da classe, o sindicato foi reconhecido somente em 1910.
Nos Estados Unidos, Augusta Lewis (1848-1920), jornalista e formatadora de tipos, fundou o Sindicato de Mulheres Tipógrafas Nº.1 (Women's Typographic Union Nº.1), em outubro de 1868. No ano seguinte, a associação O Sindicato União Tipográfica (The United Typographical Union), passou a aceitar mulheres como membros.
Durante o século XX, muitas empresas fabricantes de tipos empregavam mulheres nos Estados Unidos e na Europa. Essas funcionárias contribuíam com o design, desenvolvimento e produção de tipos. Ainda que haja uma invisibilidade de mulheres na história do design, muitas delas também começaram a se reunir em grupos para publicar seus próprios materiais.

### A produção de livros pelo lado não masculino
A produção de livros pelo lado não masculino (originalmente: Bookmaking on the Distaff Side) foi uma publicação de 1937, feita por um grupo de mulheres em São Francisco, nos Estados Unidos. O livro conta com mais de vinte contribuições de profissionais que trabalhavam com publicações, tipografia e produção gráfica. De acordo com a introdução assinada pelo grupo, era o primeiro livro produzido por e para mulheres envolvidas com impressão, tipografia e design:
Desde os tempos do Sr. Gutenberg, as mulheres estão envolvidas com a arte da impressão; agora, mais do que nunca, elas podem ser encontradas em editoras e gráficas atuando na fabricação de livros. Entretanto, nunca antes, ao menos não chegou ao nosso conhecimento, elas tinham se organizado em um grupo com o propósito de produzir um livro por, para e sobre elas. Bookmaking on the Distaff Side é o resultado da escrita, do design, da tipografia e da impressão de mulheres; e embora em alguns momentos tenha sido necessário chamar homens para algumas tarefas braçais na gráfica, ele permanece essencialmente um livro de mulheres.
O livro foi feito de maneira incomum, não havia um sumário, por exemplo. Cada uma das participantes contribuiu com textos, imagens e experimentos artísticos relacionados aos processos de impressão de livros e tipografia. Entre elas, estavam Edna Beilenson, co-proprietária da Peter Pauper Press, e Jane Bissell Grabhorn (1911-1973), que trabalhava com o marido e o cunhado na Grabhorn Press.

### Beatrice Warde e o manifestoEste é um Escritório de Impressão

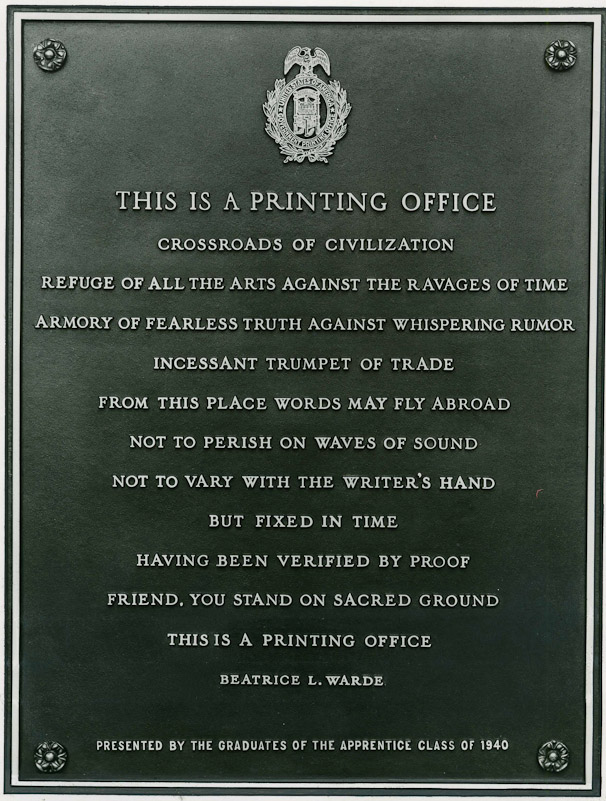
Placa com o manifesto Este é um Escritório de Impressão

Beatrice Warde, conhecida como “a primeira dama da tipografia”, nasceu nos Estados Unidos, mas passou boa parte da vida na Inglaterra. Ela influenciou o design e a tipografia no século XX.
Por ser uma mulher em um mundo majoritariamente masculino e conservador, ela adotou o pseudônimo Paul Beaujon para facilitar a publicação de seus escritos. Também trabalhou como editora e diretora de marketing no Monotype Recorder. Ao longo de sua trajetória, publicou diversos ensaios sobre tipografia e deu palestras sobre o tema até mesmo depois de sua aposentadoria.
Ela manteve uma amizade com Eric Gill e ajudou a promover a Gill Sans. Beatrice Ward cunhou o manifesto Este é um Escritório de Impressão, que demonstrava o uso da fonte Perpetua, criada por Gill. O manifesto, em placas de bronze, ainda é usado em departamentos de impressão, inclusive na entrada do Departamento de Impressão dos Estados Unidos.

#### Tradução do manifesto
Este é um escritório de impressão

Encruzilhadas da civilização
Refúgio de todas as artes contra os estragos do tempo
Arsenal da verdade destemida contra rumores sussurrantes
Trombeta incessante do comércio
Deste lugar, as palavras podem voar para fora
Para não perecer em ondas de som
Não variar com a mão do escritor
Mas fixado no tempo
Tendo sido verificado em prova
Amigo, você está no solo sagrado:

Este é um escritório de impressão.